# Холиок, Кит
Сэр Кит Джакка Холиок (англ. Keith Jacka Holyoake; 11 февраля 1904, Pahiatua, Новая Зеландия — 8 декабря 1983, Веллингтон, Новая Зеландия) — новозеландский политик, премьер-министр Новой Зеландии от Национальной партии (20 сентября — 12 декабря 1957; 12 декабря 1960 — 7 февраля 1972), генерал-губернатор Новой Зеландии (1977—1980). 
Холиок занимает третье место по продолжительности правления среди премьер-министров Новой Зеландии (немногим менее 12 лет), уступая только Ричарду Седдону (13 лет) и Уильяму Мэсси (почти 13 лет), он также стал первым главой правительства Новой Зеландии, родившимся в XX веке. Он получил известность своим дипломатичным стилем и выразительным голосом. Был весьма популярен за приятные манеры и считался одним из лучших премьеров и настоящим новозеландцем. Его также любовно (или с насмешкой) называли Киви Кит (англ. Kiwi Keith), это прозвище закрепилось за ним в детстве, чтобы отличать его от австралийского тёзки. Он стал единственным, кто в течение своей карьеры занимал посты премьер-министра и генерал-губернатора Новой Зеландии.

## Ранние годы
Холиок родился в Мангамуту, недалеко от Пахиатуа, города в регионе Уаирарапа, Новая Зеландия в семье Генри Виктора Холиока и Эстер Ивес. Прадеды Холиока поселились в этой местности в 1843 году и состояли в родстве с радикалом XIX века Джорджем Холиоком. Его семья открыла небольшой универсальный магазин, и соответственно часто ездила по стране. Некоторое время Холиоки жили в Гастингсе и Тауранге, а в 1913 году поселились в Риуаке около Мотуэки.
В 12 лет после смерти отца он оставил школу и стал работать на семейной ферме около Риуаки, выращивая хмель и табак. Его мать была школьной учительницей и продолжила его образование дома. В молодости активно занимался спортом, играл в теннис и регби, увлекался ездой на велосипеде. Став, управляющим фермой, он стал участвовать в различных фермерских ассоциациях, что пробудило у него интерес к политике.

## Политическая карьера

### Член парламента
Реформистская партия, пользовавшаяся сильной поддержкой на селе, выдвинула Холиока своим кандидатом на парламентских выборах 1931 года в округе Мотуэка. Действующий депутат Джордж Блэк удержал свой пост, но умер в следующем году. Но последовавших дополнительных выборах Холиок был успешно избран от Реформистской партии. В возрасте 28 лет он стал самым молодым членом парламента того времени.
На выборах 1935 года Холиок сохранил свой пост под лозунгом «Будь с Англией и голосуй за Холиока», несмотря на падение популярности коалиции Реформистской и Объединённой партий. После этих выборов он сыграл важную роль в превращении этой коалиции в современную Национальную партию. Он очень быстро заслужил уважение своих коллег, и был признан восходящей звездой новой партии. Но на выборах 1938 года, Холиок проиграл набиравшему популярность лейбористу Джерри Скиннеру.
В 1943 году он снова стал депутатом парламента от округа Рахиатуа, от Национальной партии. В 1946 году он стал заместителем лидера партии.

### Член правительства
На выборах 1949 года Национальная партия одержала победу и сформировала правительство. Новый премьер-министр Сидни Холланд назначил Холиока министром сельского хозяйства. Также он занимал посты руководителя Департамента научных и промышленных исследований (1949—1950), и министра сбыта, до упразднения этого ведомства в 1953 году. На посту министра сельского хозяйства Холиок упрочил свою репутацию хладнокровного и талантливого управленца. Он стимулировал механизацию ферм, «политика истребления» привела к почти полному уничтожению кроликов, которые были бичом фермеров. Был завершён процесс снятия торговых ограничений для производителей.
Холиок дважды посещал Лондон для участия в переговорах об уровне цен на мясо и шерсть, а в 1955 году принял участие к конференции Продовольственной и сельскохозяйственной организации ООН в Риме. На обратном пути в Новую Зеландию он посетил Индию и СССР, в поисках новых рынков сбыта для своей страны, хотя эта его попытка оказалась не слишком успешной. В 1957 году он возглавил делегацию, которая без особого успеха пыталась добиться гарантий доступа для новозеландских товаров на британский рынок.
В качестве заместителя лидера Национальной партии, Холиок исполнял обязанности премьер-министра во время поездок Холланда за рубеж. В знак признания его заслуг после выборов 1954 года он был назначен членом Тайного совета и лишь после этого Холланд официально назначил его на пост заместителя премьер-министра, став первым кто занял этот пост.

## Премьер-министр

### Первый срок
Холиок стал премьер-министром за два месяца до выборов 1957 года, когда прежний глава правительства Сидней Холланд подал в отставку по состоянию здоровья. На выборах с перевесом в одно место в парламенте победили лейбористы, и Холиок на три года стал лидером оппозиции.

### Второй срок
После выборов 1960 года националисты вернулись к власти, их победу связывают с умело проведенной Холиоком предвыборной кампанией, в частности его критикой так называемого «чёрного бюджета» министра финансов Арнольда Нордмайера, в котором были увеличены налоги на бензин, сигареты и спиртные напитки. Второй срок Холиока был отмечен длительным периодом благополучия и экономического роста. Однако его правительству пришлось столкнуться с растущим социальным либерализмом и намереним Великобритании вступить в Европейское экономическое сообщество.
Правительство Холиока изменило уголовный кодекс, приняв Закон о преступлениях 1961 года. Одним их главных изменений стала отмена смертной казни, несмотря на то, что лишь 10 депутатов от Национальной партии выступили за её запрет. Также его правительство ввело норму «добровольных профсоюзов», но большинство промышленных рабочих остались в профсоюзах. Правительство без труда продлило свои полномочия на выборах 1963 года, потеряв 2 места в парламенте.
В мае 1965 года правительство Холиока отправило ограниченный контингент новозеландских войск во Вьетнам. Это вызвало ожесточённые споры во время предвыборной кампании 1966 года, но националисты потеряли лишь одно место в парламенте. В 1967 году Холиок назначил подающего надежды Роберта Малдуна министром финансов, хотя и уменьшил степень старшинства этого поста в своём правительстве. В ответ на падение цен на шерсть и дефицит бюджета Малдун с одобрения Холиока представил сокращенный вариант бюджета.
Победа на выборах 1969 года далась правительству с трудом. Большинство «гвардейцев» Холиока покинули политику или умерли. 2 февраля 1972 года Холиок объявил о своей отставке, передав свои посты своему заместителю и другу Джеку Маршаллу.
Холиок также занимал пост министра внешний сношений (затем — иностранных дел), в своём втором правительстве.

## Отставка
После поражения националистов во главе с Маршаллом, Холиок остался видным деятелем оппозиции. Он сыграл активную роль в выборах 1975 года, когда националисты во главе с Робертом Малдуном, вернулись к власти. Малдун назначил Холиока на, специально созданный для него, пост государственного министра.

## Генерал-губернатор Новой Зеландии
В 1977 году королева Елизавета II по представлению премьер-министра Роберта Малдуна неожиданно назначила Холиока генерал-губернатором. Некоторым это решение показалось спорным, поскольку Холиок был действующим министром и бывшим главой правительства. Многие противники Малдуна заявляли, что это было политическим назначением. Лидер оппозиции Билл Роулинг заявил, что в случае победы лейбористов на выборах 1978 года, он отправит в отставку Холиока с поста генерал-губернатора, и как многие полагали, заменит его сэром Эдмундом Хилари. Это предложение в ответ было раскритиковано правительством, поскольку в 1975 году Хиллари участвовал в кампании в поддержку лейбористов «Граждане за Роулинга».
Вследствие своего назначения, в 1977 году Холиок покинул парламент.
Несмотря на споры вокруг его назначения, его деятельность на посту генерал-губернатора была признана беспристрастной и сбалансированной. В частности, Холиок отказался комментировать результаты выборов 1978 года, когда лейбористы получили небольшой перевес голосов избирателей, но, тем не менее, оказались в меньшинстве в парламенте. Лидер Партии социального кредита Брюс Битхэм сказал, что Холиок на посту генерал-губернатора обладал «безупречной беспристрастностью, которая смутила критиков его назначения». Он занимал этот пост только три года в связи со своим преклонным возрастом. Как правило, генерал-губернатор Новой Зеландии занимает пост в течение 5 лет, но Холиок стал самым старым губернатором Новой Зеландии до настоящего времени. Его полномочия истекли в 1980 году.

## Поздние годы
Холиок скончался 8 декабря 1983 года в возрасте 79 лет в Веллингтоне.

## Награды и почётные звания
- Член Тайного совета Великобритании.
- Почетный гражданин Лондона.
- Доктор права, Honoris Causa, Университет Виктория в Веллингтоне (Новая Зеландия) (1966).
- Доктор права (сельское хозяйство), Honoris Causa, Сеульский национальный университет, Республика Корея (1968).
- Рыцарь ордена Святого Иоанна[2]